# Ș
Ș, ș は、Sにコンマビローを付した文字である。

## 概要
ルーマニア語 (モルドバ語)、ガガウス語において使用される。
ルーマニア語では、ISO/IEC_8859-2で誤ってŞが登録された為、「セディーユつきの文字を下コンマつきの字のかわりに使ってもよい」と注に追記された。その後、ISO/IEC_8859-16で下コンマつきのȘが登録された。
ルーマニア語 (モルドバ語)、ガガウス語で英語のshの発音と同様の、無声後部歯茎摩擦音（/ʃ/）を表す。モルドバ語のキリル文字表記では Ш に相当する。

## 符号位置
| 大文字 | Unicode | JIS X 0213 | 文字参照       | 小文字 | Unicode | JIS X 0213 | 文字参照       | 備考 |
| ------ | ------- | ---------- | -------------- | ------ | ------- | ---------- | -------------- | ---- |
| Ș      | U+0218  | ‐          | &#x218; &#536; | ș      | U+0219  | ‐          | &#x219; &#537; |      |